# Széchenyijev trg
Széchenyijev trg (madžarsko Széchenyi tér) je glavni trg v zgodovinskem središču Pécsa na Madžarskem. V srednjem veku je služil kot tržnica mesta z mestno hišo in župnijsko cerkvijo. Preden so ga leta 1864 poimenovali po Széchenyiju, je imel več drugih imen, vključno z Fórum, Városi piacz in Főtér. Trg je eden od osrednjih trgov Pécsa, poln spomenikov, ki se postopoma dvigajo proti severu. Na trg vodi dvanajst ulic. Njegove glavne znamenitosti so mošeja paše Kasima, mestna hiša, okrožna hiša, hotel Nádor, vodnjak Zsolnay, cerkev Fatebenefratelli, kip Trojice in medeninasti kip Jánosa Hunyadija na konju. Površina trga je bila prenovljena v okviru projekta Pécs2010 European Cultural Capital. V okviru vsakoletnega festivala Pečuški dnevi na trgu poteka festival vina in grozdja. To so znani sejmi in starinski karnevali, degustacije vin znanih vinskih regij Pécs in Villány. Na Széchenyijevem trgu je postavljeno tudi Božično drevo mesta.

## Lega
Trg sje v središču starega mesta Pécs, na južni strani gore Mecsek. Na trg se steče dvanajst ulic, ki se začnejo z juga v smeri urinega kazalca: ulica Irgalmasok, trg Jókai, ulica Ferencesek, ulica Ciszterci, ulica Janusa Pannoniusa, ulica Szepessy Ignác, ulica Hunyadi János, ulica Megye, ulica Mária, ulica Király, ulica Perczel Miklós in Ulica Munkácsy Mihály.

## Mošeja in drugi spomeniki
Osrednja zgradba Széchenyijevega trga je mošeja paše Kasima Zmagovalca, eden od simbolov Pécsa.
Sredi mestnega jedra je v srednjem veku stala gotska župnijska cerkev svetega Bertalana. Potem ko so mesto zavzeli Turki, so iz skal svetega Bertalana zgradili mošejo paše Kasima. Ob mošeji je stal minaret, katerega vrh so podrli leta 1753. Tudi njegov spodnji del so leta 1766 porušili in ostala je nedotaknjena samo njegova klet. V notranji steni, ob sedanjem glavnem vhodu, je mihrab, ki označuje kiblo; to je smer Kabe v Meki. Današnjo podobo je stavba dobila ob prezidavi leta 1939. Ob mošeji je zvonik svetega Bertalana.
Kip Jánosa Hunyadija na konju, ki ga je izdelal kipar Pál Pátzy, je postavljen na preprost kamniti podstavek in je bil slovesno odprt 12. avgusta 1956, ob 500. obletnici smrti Jánosa Hunyadija.
Kip Trojice na sredini trga je bil dokončan leta 1714 v spomin na končanje kuge. Nekoč baročni kip je bil do konca 19. stoletja tako uničen, da je moralo mesto narediti novega, ki ga je izdelal György Kiss, ki je bil slovesno odprt leta 1908.

## Južni del
Zsolnayjev vodnjak, ki ga je zasnoval Andor Pilch, stoji na južnem delu trga. Na štirih straneh štirimetrskega vodnjaka voda žubori skozi volovske glave v kotanjo v obliki loka. Vodnjak, ki ga je podaril Miklós Zsolnay, krasita grba mesta in družine.
Cerkev Fatebenefratelli je bila zgrajena med letoma 1727 in 1731. Njena fasada je eklektična. Prvo nadstropje je okrašeno z žlebom. V komori z lokom, ki se konča na sprednji strani, je kip Marije, ki ga je naredil György Kis. Notranjost cerkve je bila prezidana leta 1908. Njeni intarzirani leseni oltarji imajo izjemno umetniško vrednost. Baročna italijanska slika glavnega oltarja prikazuje mučeništvo sv. Boštjana. Freske je naslikal Endre Graits leta 1908. Relief Istenesa Szent Jánosa, ustanovitelja reda Fatebenefratelli, je izdelal kipar Ede Mayer. Orgle so bile izdelane v Ansterjevi delavnici. Na zahodni strani cerkve je kapela pravokotne oblike. Na stenah več okrašenih nagrobnikov z nekaj centimetrov globokimi napisi namiguje na obok pod cerkvijo; vendar lokacija njenega vhoda ni znana.

## Zahodni del
Stavba županijske hiše je bila zgrajena leta 1897. Njeni podstavki so narejeni iz rdečega peščenjaka iz bližnjega Kővágószőlősa. Fasada, ki gleda na trg, je veliko bolj okrašena kot druge stavbe na trgu. Umetniške lončene dekorje so izdelali v tovarni Zsolnay. Leta 1954 je pogorela streha stavbe, naslednja pa je dobila preprostejšo zasnovo brez prejšnje kupole. Gimnazija Lajosa Nagyja stoji severno od stavbe občinskega sveta. Trg pred dvonadstropnim blokom, ki gleda na tri ulice, so med letoma 1716 in 1726 zgradili jezuiti z uporabo palčkov turškega pokopališča na trgu Kórház. V tej stavbi je v letih med 1723 in 1728 poučeval madžarski pesnik Ferenc Faludi. V stavbi je bila od leta 1785 do 1802 umetniška akademija. Večkrat je delovala kot bolnišnica in med letoma 1852 in 1863 celo kot baraka; od začetka 20. stoletja do prenehanja reda je bila v lasti cistercijanov. Stranska stran je bila zgrajena leta 1863, severna stran pa med letoma 1935 in 1936. Freske na stopnišču prikazujejo temelje in strukturo prve univerze v Pécsu (dela Ernő Gebauerja). Na njenem dvorišču je bilo odprto javno kopališče, okrašeno z arkadami. Doprsni kip Leonarda da Vincija iz belega marmorja stoji v majhnem parku pred severnim vogalom stavbe.(George Baksa Soós, 1958)

## Severni del
Severni del trga delno sestavlja ena od stavb Muzeja Janusa Pannoniusa. Na vratih je dvoje lepih železnih vrat iz 19. stoletja. Poleg muzeja je Eizerjeva hiša, zgrajena leta 1840 in delno porušena ter obnovljena leta 1950. Poleg te stoji hiša Taizs, na pročelju katere je bogato okrašen vogalni balkon.

## Vzhodni del
Prva mestna hiša je bila zgrajena po osmanski okupaciji Madžarske leta 1710, druga pa med letoma 1831 in 1832. Današnjo podobo je dobila ob prezidavi leta 1907 po načrtih Antala Langa z baročnimi elementi na sprednji strani. Na vogalih so strešne mansardne, del na ulici Király pa krasi velikanski stolp.
Hotel Nador je bil zgrajen leta 1846, leta 1902 pa so ga porušili, da bi na njegovem mestu zgradili večjega. Do konca osemdesetih let prejšnjega stoletja je bila fasada hotelske stavbe resno poškodovana. Po več kot petnajstletnem zaprtju so leta 2005 obnovili njeno fasado in zgradili podzemno parkirišče. Leta 2009 je bila v stavbi odprta galerija.

## Cerkev svetega Bertalana
Julija 2009 so arheologi našli nove dokaze o cerkvi svetega Bertalana iz obdobja Árpádovcev, iz kamnov katere je bila kasneje zgrajena mošeja paše Kasima Zmagovalca. Po besedah raziskovalca Andrása Kikindaija je s temi najdbami odkritih 80 % cerkve sv. Bertalana in z njo povezanih zgradb.

## Galerija
- Kip Jánosa Hunyadija služi kot zbirališče domačinov
- Vogal ulic Mór Percel in Mihály Munkácsy
- Stavba mestne hiše
- Vogalna stavba lekarne Szerecsen
- Trg iz mošeje
- Kip Trojice